# Fazioli
Pour l’article homonyme, voir Andrea Fazioli.

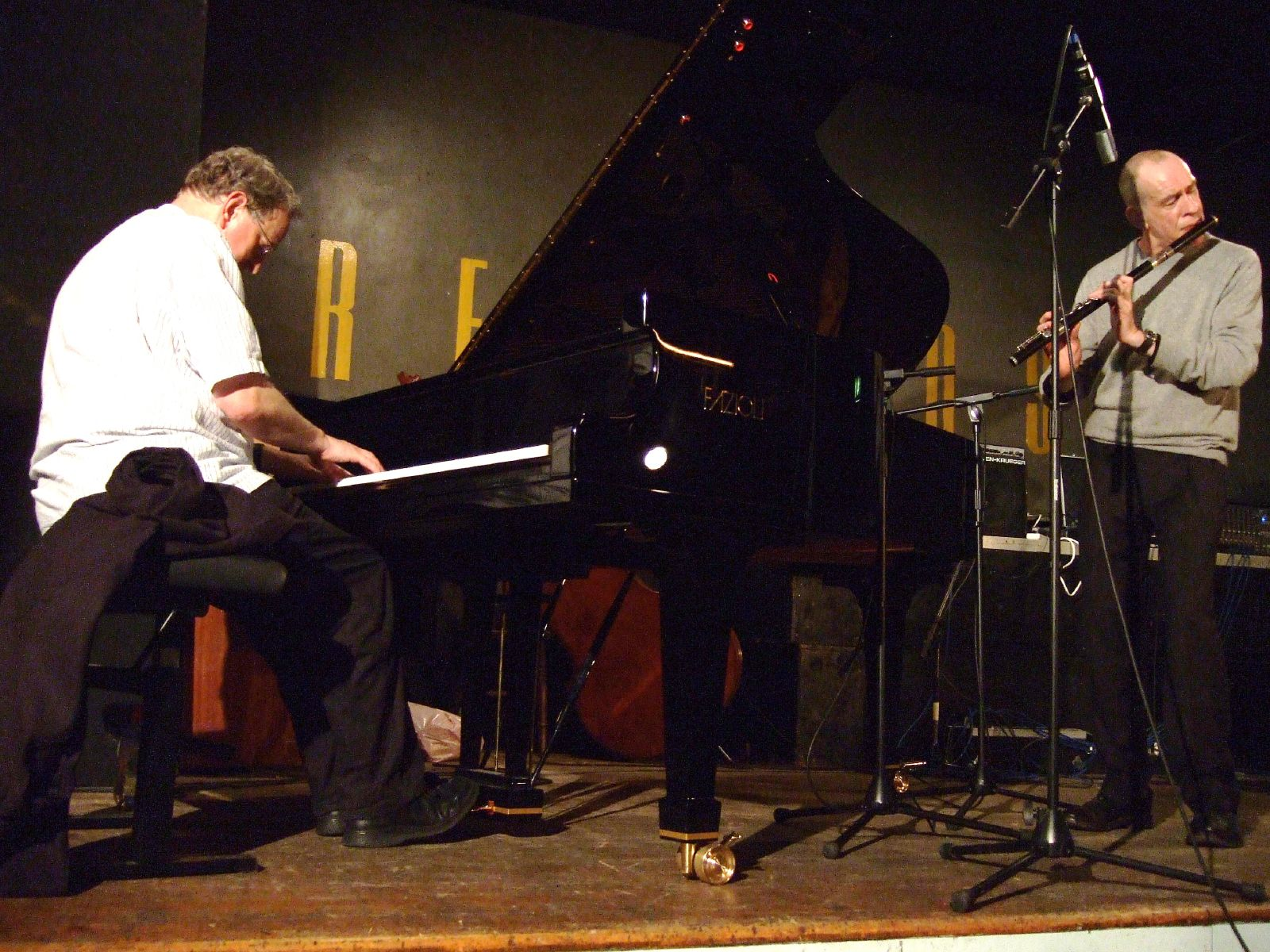
Steve Beresford jouant sur un piano Fazioli

Fazioli est un fabricant italien de pianos. L'entreprise produit exclusivement des pianos à queue depuis 1981, date de sa fondation par le pianiste et ingénieur Paolo Fazioli. L'atelier Fazioli est situé à Sacile.

## Historique
L'entreprise de la famille Fazioli, MIM (Mobili Italiani Moderni), produit des meubles en métal et bois exotiques. Soutenu par son frère aîné Virgilio, Paolo Fazioli fonde sa propre compagnie spécialisée dans la fabrication de pianos à la fin des années 1970. Au même temps, il conçoit son premier prototype de piano à queue, le modèle F183. La société Fazioli Pianoforti srl est officiellement constituée en janvier 1981.
Sacile, à 60 km au nord de Venise, est proche du Val di Fiemme, région peuplée d'épicéas à croissance lente où Stradivarius venait chercher jadis ses bois d'œuvre pour ses violons auprès des « arbres à musique ».
Fazioli produit actuellement six modèles de pianos à queue, dont le Fazioli F308, qui avec ses 3,08 m de longueur est le plus grand piano disponible sur le marché (derrière le Rubenstein R371 qui fait 3,71 m).
Depuis 2001 l'usine Fazioli est agrandie de 14 000 m2. Près de 100 instruments y sont fabriqués annuellement. En 2008, les revenus de la compagnie dépassent les 10 millions de dollars. 

## Marques de fabrique
- Les pianos Fazioli ont une sonorité riche, une grande égalité de ton et de toucher, et une résonance qui peut s'imposer sur fond de grand orchestre sans devenir agressive[Selon qui ?].
- Fazioli ne manufacture que des pianos à queue, tous fabriqués à la main. Paolo Fazioli les vérifie en personne.
- Le modèle F308 dispose d'une quatrième pédale qui rapproche les marteaux du cordage, offrant ainsi un son plus doux sans altérer ses caractéristiques tonales, contrairement à la pédale una-corda.
- L'acheteur se voit proposer deux mécaniques et deux types de lyre.